# Hulteniella
Hulteniella là một chi thực vật có hoa trong họ Cúc (Asteraceae).

## Loài
Chi Hulteniella gồm các loài: